# غينيا الاستوائية في الألعاب الأولمبية الصيفية 2000
شاركت غينيا الاستوائية في دورة الألعاب الأولمبية الصيفية لعام 2000 في سيدني، أستراليا، والتي أقيمت في الفترة من 15 سبتمبر إلى 1 أكتوبر 2000. وكانت مشاركة البلاد في سيدني خامس ظهور لها في الألعاب الأولمبية الصيفية منذ بدايتها في دورة الألعاب الأولمبية الصيفية لعام 1984.  ضم الوفد عداءًا واحدًا للمسافات المتوسطة وعداءًا للمسافات القصيرة وسباحين: خوسيه لويس إباتيلا نفو وماري باز موسانغا موتانغا وإريك موسامباني وباولا باريلا بولوبا على التوالي.  تأهل جميع الرياضيين الأربعة للألعاب من خلال أماكن أحرف البدل.  تم اختيار موسامباني لحمل العلم في حفل الافتتاح.  لم يتمكن الرياضيون الأربعة من التقدم بعد الجولات الأولى من أحداثهم، حيث جذب موسامباني وبولوبا الانتباه لأدائهم السيئ، لكنهم لقيوا استحسان الجماهير.

## خلفية
شاركت غينيا الاستوائية في خمس ألعاب أولمبية صيفية بين أول ظهور لها في الألعاب الأولمبية الصيفية لعام 1984 في لوس أنجلوس بالولايات المتحدة ودورة الألعاب الأولمبية الصيفية لعام 2000 في سيدني، أستراليا. لم يفز أي رياضي من إكواتوجوين بميدالية في الألعاب الأولمبية. شاركت غينيا الاستوائية في دورة ألعاب سيدني الصيفية في الفترة من 15 سبتمبر إلى 1 أكتوبر 2000. كان الرياضيون الأربعة الذين تم اختيارهم للمنافسة في دورة الألعاب الصيفية في سيدني هم المتنافسون في ألعاب القوى خوسيه لويس إباتيلا نفو وماري باز موسانغا موتانغا والسباحان إريك موسامباني وباولا باريلا بولوبا. إلى جانب الرياضيين الأربعة، كان الفريق برفقة مديرهم إنريكي روكا نغوبا والملحق ديريك صامويل هيوود. تم اختيار موسامباني لحمل العلم في حفل الافتتاح.

## ألعاب القوى

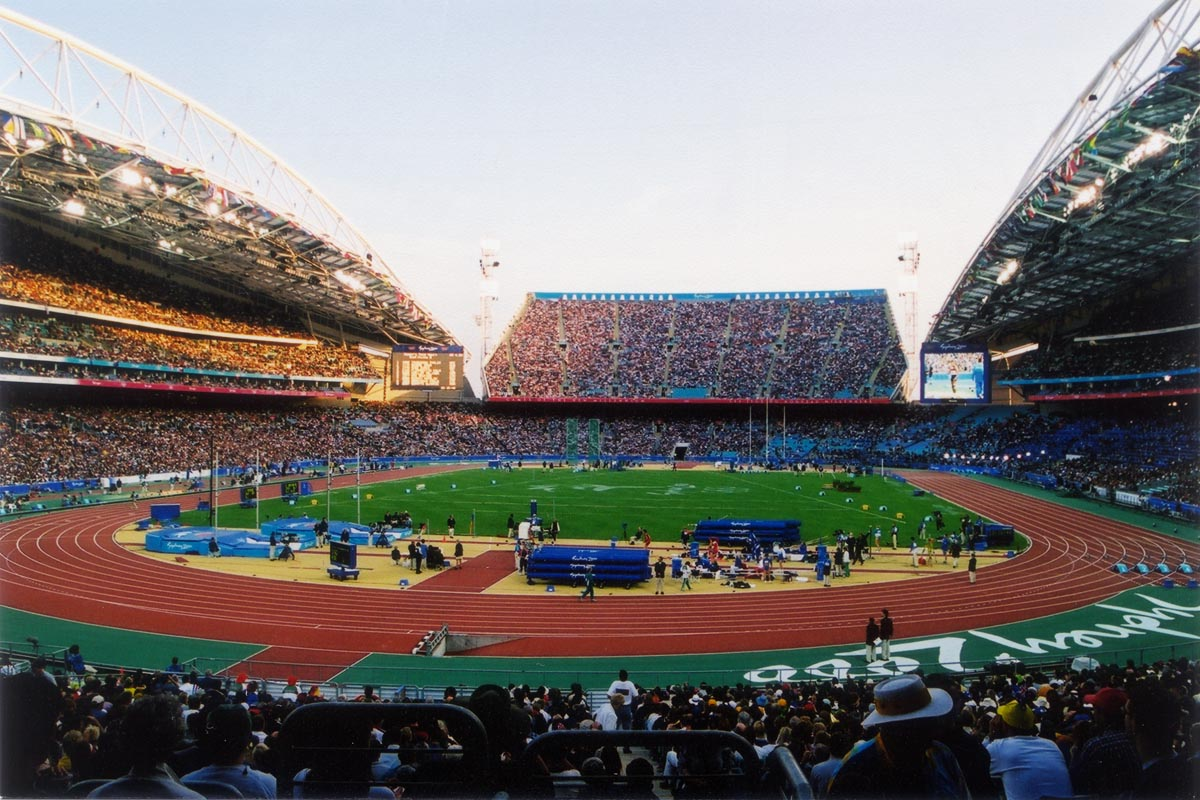
استاد سيدني الأولمبي حيث تنافست Nvo و Motanga في أحداث ألعاب القوى

كان خوسيه لويس إباتيلا نفو أكبر شخص يمثل غينيا الاستوائية في دورة الألعاب الصيفية في سيدني عن عمر يناهز 27 عامًا. لم يشارك في أي ألعاب أولمبية سابقة. تأهل Nvo للألعاب من خلال مكان حرف البدل لأن أسرع وقت له وهو أربع دقائق و 15.22 ثانية، سجله في العاصمة الغينية الاستوائية مالابو في 27 أبريل 1998، كان أبطأ بـ 35.72 ثانية من معيار التأهل «ب» لحدثه، الرجال. 1500 متر. في مقابلة قبل الألعاب، قال إن دخول الأولمبياد كان تتويجًا لمسيرته بغض النظر عن مركزه النهائي. تم سحب Nvo في الجولة الثانية للمسابقة في 25 سبتمبر، حيث أنهى المركز 13 (والأخير) من بين جميع الرياضيين، بزمن قدره أربع دقائق و 6.14 ثانية. أنهى المركز 40 من إجمالي العدائين النهائيين، [أ] ولم يتقدم إلى الدور نصف النهائي لأنه كان أبطأ بـ 15.18 ثانية من أبطأ رياضي وصل إلى المراحل المتأخرة. في سن السابعة عشر، كانت ماري باز موسانغا موتانغا أصغر شخص يشارك مع غينيا الاستوائية في دورة الألعاب الأولمبية في سيدني، وظهرت لأول مرة في الحدث الذي يقام كل أربع سنوات. مثل Nvo ، تأهلت للألعاب باستخدام حرف بدل لأن أسرع وقت لها وهو 13.62 ثانية، والذي تم تحديده في بطولة العالم للشباب 1999 في ألعاب القوى، كان أبطأ بمقدار 2.02 ثانية من معيار التأهل "B" لحدثها، 100 متر سيدات. شاركت في الجولة الأولى من المسابقة في 23 سبتمبر، حيث احتلت المركز السابع من أصل ثمانية متنافسين، بزمن قدره 12.91 ثانية. مع انتهاء أول ثلاثة من كل مباراة، وتأهل اللاعبان الأسرع التاليان إلى الدور التالي، تم إقصاء Motanga ووضع 75 من أصل 84 مشاركًا. بعد انتهاء صراعها، صرحت موتانجا أنه بينما كانت تفضل الفوز، كان عليها أن تكون واقعية وتمكنت الآن من مقارنة وقتها مع بقية العالم. مفتاح
- ملاحظات - الرتب المعطاة لأحداث المضمار تكون ضمن حرارة اللاعب فقط السجل الوطني

### النساء
| اسم المتسابق             | المسابقة | المستوى | المستوى | الدور قبل النهائي | الدور قبل النهائي | نهائي    | نهائي    |
| اسم المتسابق             | المسابقة | نتيجة   | مرتبة   | نتيجة             | مرتبة             | نتيجة    | مرتبة    |
| ------------------------ | -------- | ------- | ------- | ----------------- | ----------------- | -------- | -------- |
| ماري باز موسانجا موتانجا | 100 م    | 12.91   | 7       | لم تتقدم          | لم تتقدم          | لم تتقدم | لم تتقدم |

## سباحة

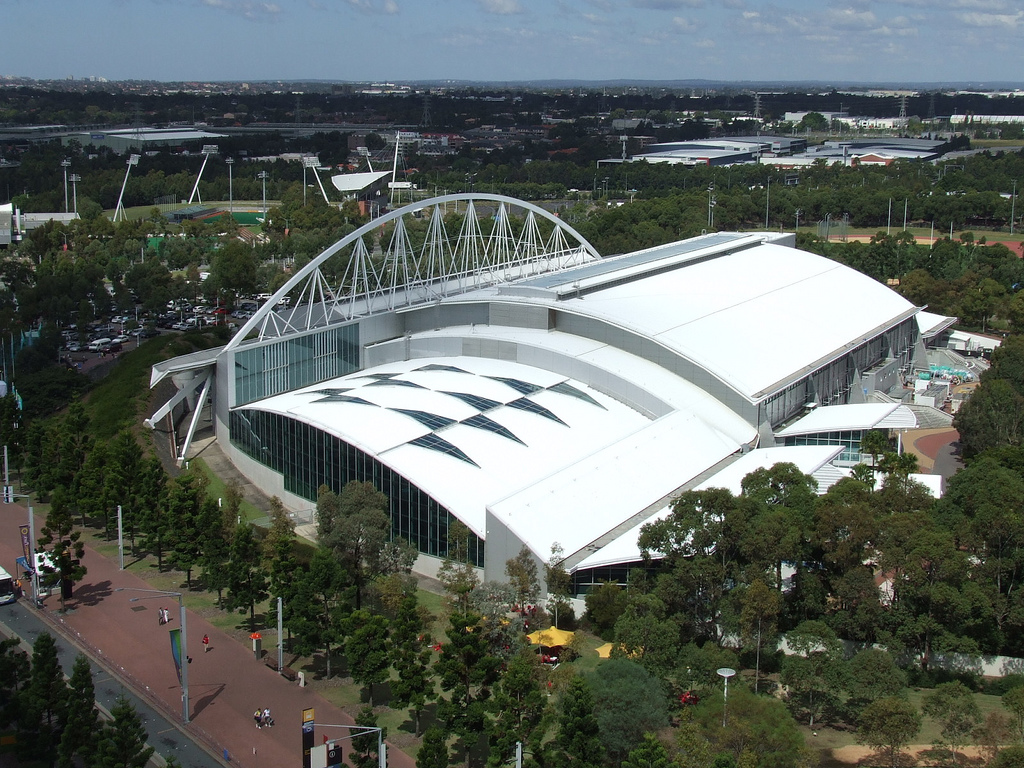
المركز المائي في حديقة سيدني الأولمبية حيث تنافس موسامباني وبولوبا في أحداث السباحة.

في سن ال 22، كان إريك موسامباني هو السباح الوحيد الذي تنافس على منتخب غينيا الاستوائية في دورة ألعاب سيدني الصيفية. لم يشارك في أي ألعاب أولمبية سابقة. حصل موسامباني على التأهل للألعاب من خلال مكان البدل لأنه لم يستوف الحد الأدنى من معايير التأهيل لسباق 100 متر حرة للرجال، وكان أول رياضي إكواتوجويني يتنافس في الانضباط على المستوى الدولي. قبل الألعاب، لم يكن موسامباني قد رأى مسبحًا أولمبيًا بطول 50 مترًا (160 قدمًا). مارس السباحة قبل ثمانية أشهر من الألعاب الأولمبية، ومارس الرياضة في بحيرة، وبعد ذلك في حمام سباحة بطول 20 مترًا (66 قدمًا) في فندق في مالابو، وتدرب بنفسه في الصباح الباكر لمدة ثلاثة أيام في الأسبوع. بعد وصوله إلى سيدني، تدرب موسامباني مع فريق السباحة الأمريكي وتلقى مساعدة إضافية من مدرب جنوب إفريقيا من أجل تحسين أسلوبه.
تم سحبه في أول حرارة للحدث في 19 سبتمبر، واحتل المركز الأول من أصل ثلاثة سباحين دخلوا، بزمن قدره دقيقة واحدة و 52.72 ثانية. حقق الوقت رقمًا قياسيًا جديدًا للسباحة في متساوي في الانضباط. كان موسامباني هو السباح الوحيد المتنافس بعد أن تم استبعاد اثنين من المنافسين الآخرين بسبب بدايات خاطئة. استخدم قدرًا كبيرًا من الطاقة في أول 50 مترًا، ومع تصلب ساقيه، انخفضت وتيرته. وقرر المسؤولون عدم استعادته من المسبح بعد أن لوحظ أنه غرق تحت الماء قبل وقت قصير من الانتهاء، وقد رحب به الحشد طوال الوقت. بشكل عام، أنهى موسامباني المركز 71 (والأخير) من بين جميع الرياضيين، [ج] ولم يتقدم إلى الدور نصف النهائي بعد أن أنهى دقيقة واحدة و 2.91 ثانية أبطأ من أبطأ سباح قام بجولات لاحقة. بعد الانتهاء من الحدث، قال إنها كانت «لحظة خاصة للغاية» لن ينساها، وهتاف الجماهير حفزته على الانتهاء: «الميدالية الذهبية ليست كل شيء في الأولمبياد. أنا سعيد حقًا بما حدث، إنه كان الأمر يستحق كل هذا العناء. أريد أن أعود في المرة القادمة لألعاب أثينا 2004.» لقب «إريك ثعبان البحر» من قبل الصحافة.
كانت باولا باريلا بولوبا المتنافسة الوحيدة في غينيا الاستوائية التي شاركت في السباحة في دورة ألعاب سيدني الأولمبية وكانت تبلغ من العمر 20 عامًا في وقت الحدث الذي يقام كل أربع سنوات. لم تدخل أي ألعاب أولمبية سابقة. مثل موسامباني، تأهلت بولوبا للألعاب كبديل لأنها لم تستوف الحد الأدنى من معايير التأهيل لسباق 50 متر حرة للسيدات. بدأت السباحة قبل شهرين ونصف من الألعاب. شارك بولوبا في الجولة الأولى في 22 سبتمبر، واحتل المركز الثاني من أصل ثلاثة مشاركين دخلوا، بزمن قدره دقيقة واحدة و 3.97 ثانية. سجل الوقت رقمًا قياسيًا جديدًا باعتباره الأبطأ للرياضية في التاريخ الأولمبي لسباق 50 مترًا حرة للسيدات، وكان ضعف أبطأ وقت للسباحة الأسرع في السباق. تلقت دعما كبيرا وتشجيعا من المتفرجين. احتل بولوبا المركز الثاني خلف الفائز بالتصفيات من ميانمار مو ثو أونغ (26.80 ثانية) بعد استبعاد المشاركة الثالثة فاطمة حميد جراشي من البحرين لبداية خاطئة. احتلت المركز 73 والأخير من بين جميع السباحين، [د] ولم تتقدم إلى الدور نصف النهائي لأنها كانت أبطأ بـ 35.90 ثانية من أبطأ منافس الذي تقدم بعد الدور الأول. بعد الحدث، قالت بولوبا إنها كانت متعبة جدًا لأنها كانت المرة الأولى التي تسبح فيها في حمام سباحة بحجم أولمبي.

### رجال
| رياضي          | حدث       | الحرارة | الحرارة | الدور قبل النهائي | الدور قبل النهائي | النهائي  | النهائي  |
| رياضي          | حدث       | وقت     | مرتبة   | وقت               | مرتبة             | وقت      | مرتبة    |
| -------------- | --------- | ------- | ------- | ----------------- | ----------------- | -------- | -------- |
| إريك موسامباني | 100 م حرة | 1:52.72 | 1       | لم تتقدم          | لم تتقدم          | لم تتقدم | لم تتقدم |

### نساء
| رياضي              | حدث         | حرارة   | حرارة | الدور قبل النهائي | الدور قبل النهائي | النهائي  | النهائي  |
| رياضي              | حدث         | وقت     | مرتبة | وقت               | مرتبة             | وقت      | مرتبة    |
| ------------------ | ----------- | ------- | ----- | ----------------- | ----------------- | -------- | -------- |
| بولا باريلا بولوبا | 100 م حرة50 | 1:03.97 | 2     | لم تتقدم          | لم تتقدم          | لم تتقدم | لم تتقدم |